# Maninho
Manuel Massiva Fernandes znany jako Maninho (ur. 30 marca 1988 w Chimoio) – mozambicki piłkarz grający na pozycji napastnika. Od 2022 jest zawodnikiem klubu Ferroviário Nampula.

## Kariera klubowa
Swoją karierę piłkarską Maninho rozpoczął w klubie Liga Muçulmana. W sezonie 2008 zadebiutował w jego barwach w pierwszej lidze mozambickiej. W sezonie 2010 wywalczył z nim mistrzostwo Mozambiku. W latach 2011–2021 był zawodnikiem Ferroviário Beira. Wywalczył z nim mistrzostwo kraju w sezonie 2016, trzy wicemistrzostwa w sezonach 2012, 2013 i 2021 oraz zdobył dwa Puchary Mozambiku w sezonach 2013 i 2014. W 2022 roku przeszedł do Ferroviário Nampula.

## Kariera reprezentacyjna
W reprezentacji Mozambiku Maninho zadebiutował 11 lutego 2009 w wygranym 2:0 towarzyskim meczu z Malawi, rozegranym w Matoli. Od 2009 do 2019 rozegrał w kadrze narodowej 28 meczów i strzelił 2 gole.